# Josep Benet i Company
Josep Benet i Company   (Berga, 1956) és un tenor català especialitzat en música antiga.
Josep Benet va iniciar-se en els estudis musicals gràcies a la formació musical del seu pare. Als nou anys va començar la seva formació a l'Escolania de Montserrat on va estudiar fins als catorze anys i va destacar com a soprano solista participant en diverses actuacions i enregistraments de la formació coral. Després d'aquesta primera etapa va estudiar solfeig, harmonia, contrapunt i teoria musical al Conservatori de Barcelona així com violí amb Xavier Turull, piano amb Àngel Soler i Sofia Puche i cant amb Jordi Albareda. El 1980 va obtenir el títol de professor de cant. Seguidament va rebre una beca de la Fundació Humboldt per aprofundir en els estudis musical a Múnic.
Durant la seva carrera Benet ha destacat especialment en l'àmbit de la música antiga, però també ha interpretat repertori del Romanticisme i posterior. Les seves interpretacions de la música de Johann Sebastian Bach han estat especialment elogiades per la crítica, i també ha treballat intensament l'estudi de repertori de l'Escola de Nôtre Dame. Ha actuat amb formacions especialitzades en la interpretació musial amb criteris històrics com Dulcis Harmonia, Ars Musicae, Hespèrion XX, Clemencic Consort, La Colombina, Concerto Italiano, La Chapelle Royale, Les Arts Florissants, Al Ayre Español i Diatessaron. Alhora, ha treballat amb les principals orquestres catalanes com l'Orquestra Ciutat de Barcelona, l'Orquestra del Teatre Lliure, l'Orquestra Simfònica del Vallès i també a la resta de l'Estat com la de Valladolid, les Illes Balears, Euskadi o Granada. Com a professor de cant ha treballat al Centre de Música Antiga del Conservatori de Ginebra, el Conservatori de Badalona i el Conservatori de Granollers.